# Uranoceen
Uranoceen (ook aangeduid met U(COT)2) is een organische verbinding van uranium en heeft als brutoformule C16H16U. Het was de eerste organische uraniumverbinding die werd gesynthetiseerd. De stof komt voor als groene pyrofore kristallen.

## Synthese
Uranoceen werd voor het eerst gesynthetiseerd in 1968 door de researchgroep rond Andrew Streitwieser. Hierbij liet men het dikaliumzout van cyclo-octatetraeen reageren met uranium(IV)chloride:
{\displaystyle {\ce {2K + C8H8 -> K2(C8H8)}}}
{\displaystyle {\ce {2K2(C8H8) + UCl4 -> U(C8H8)2 + 4KCl}}}

## Structuur en eigenschappen
Uranoceen is een radioactieve pyrofore stof en stabiel voor hydrolyse. De twee cyclooactetraenyl-liganden liggen evenwijdig ten opzichte van elkaar en zijn vlak. Hoewel cyclooctatetraeen als neutrale stof een "badkuipmodel" heeft en geen aromatische verbinding is, voldoet het dianion wel aan de regel van Hückel namelijk dat een verbinding aromatisch kan zijn als het aantal π-elektronen voldoet aan 4n + 2, met in dit geval n = 2. Het aromatische karakter van het dianion komt zowel in de stabiliteit van de verbinding als het vlak zijn van de ringen tot uiting. In vaste toestand staan de twee ringen geëclipseerd ten opzichte van elkaar: de koolstofatomen van de ene ring liggen recht boven de koolstofatomen van de andere ring in. In oplossing roteren de ringen ten opzichte van elkaar en kunnen ze ook een geschrankte conformatie aannemen. Het energieverschil tussen beide toestanden is evenwel klein.
Uranoceen is paramagnetisch.

## Uranium-COT-binding
Via foto-emissiespectroscopie is duidelijk geworden dat de binding tussen het uraniumatoom en de twee liganden geschiedt door een overlap van de 6d-orbitalen van uranium met het gedelokaliseerde pi-systeem van de liganden.